# Карпането-Пьячентино
Карпането-Пьячентино (итал. Carpaneto Piacentino) —  коммуна в Италии, располагается в регионе Эмилия-Романья, подчиняется административному центру Пьяченца.
Население составляет 6881 человек, плотность населения составляет 109 чел./км². Занимает площадь 63,24 км². Почтовый индекс — 29013. Телефонный код — 0523.
Покровителями коммуны почитаются святые Фирм и Рустик. Праздник ежегодно празднуется 9 августа.